# H.C. Nilsen
Hans (Christian) Kristian Anders Nilsen (31. august 1880 i Oslo, Norge - 10. januar 1941) var en dansk manuskriptforfatter og skuespiller som medvirkede i en række stumfilm.

## Filmografi
- Bosco (ukendt instruktør, 1910)
- Den stjaalne Politibetjent (ukendt instruktør, 1910)
- Sølvdaasen (ukendt instruktør, 1910)
- Balletdanserinden (instruktør August Blom, 1911)
- Det bødes der for (instruktør August Blom, 1911)
- Ved Fængslets Port (som Block, Aages ven; instruktør August Blom, 1911)
- Dr. Gar el Hama (instruktør Eduard Schnedler-Sørensen, 1911)
- Mormonens Offer (instruktør August Blom, 1911)
- Det mørke Punkt (instruktør August Blom, 1911)
- Herr Storms første Monocle (instruktør August Blom, 1911)
- Operationsstuens Hemmelighed (instruktør William Augustinus, 1911)
- Anna fra Æbeltoft (instruktør Eduard Schnedler-Sørensen, 1911)
- Den forsvundne Mona Lisa (instruktør Eduard Schnedler-Sørensen, 1911)
- Hendes Ære (instruktør August Blom, 1911)
- Hotelmysterierne (som skurken; ukendt instruktør, 1911)
- Livets Løgn (instruktør August Blom, 1911)
- Det gamle Købmandshus (instruktør August Blom, 1912)
- Jernbanens Datter (instruktør August Blom, 1912)
- Kærlighed og Venskab (instruktør Eduard Schnedler-Sørensen, 1912)
- Eventyr paa Fodrejsen (som Vermund, forstkandidat; instruktør August Blom, 1912)
- Vampyrdanserinden (instruktør August Blom, 1912)
- Livets Baal (instruktør Eduard Schnedler-Sørensen, 1912)
- En Kvindes Ære (som Løjtnant Hoffmann, Jørgens ven; instruktør Einar Zangenberg, 1913)
- Den Rette (som Sagfører Linde; ukendt instruktør, 1913)
- Skyldig? - ikke skyldig? (instruktør Karl Ludwig Schröder, 1914)
- Grev Dahlborgs Hemmelighed (instruktør Eduard Schnedler-Sørensen, 1914)
- Gentlemansekretæren (instruktør Martinius Nielsen, 1916)
- Häxan (som Juvelérens assistent; instruktør Benjamin Christensen, 1922; Sverige)

### Som manuskriptforfatter
- Bunkebryllup (instruktør Lau Lauritzen Sr., 1918)
- Studentmagersvenden (instruktør Lau Lauritzen Sr., 1919)